# Élections cantonales de 1871 dans la Mayenne
Les élections cantonales françaises de 1871 ont lieu les 8 et 15 octobre 1871.

## Composition

### Le président
Le président est Étienne Duboys-Fresney, élu président le 24 octobre 1871.

### Les vice-présidents
Le 24 octobre 1871 les vice-présidences sont ainsi distribuées :
- Henri Foucault de Vauguyon père[2], 1er vice-président ;
- Ernest Le Lasseux[3], 2e vice-président.

### Les secrétaires
- Amédée Renault-Morlière[4] ;
- Camille Lemonnier de Lorière[5].

## Résultats pour le conseil général

### Arrondissement de Laval

#### Canton d'Argentré
|                      | Henri Foucault de Vauguyon père * | Ex. Bonap., Droite | 1 325 |  |  |  |
|                      |                                   |                    |       |  |  |  |
| Inscrits             |                                   |                    |       |  |  |  |
| Votants              |                                   |                    |       |  |  |  |
| Exprimés             |                                   |                    |       |  |  |  |
| * Conseiller sortant |                                   |                    |       |  |  |  |

#### Canton de Chailland
|                      | Jules-René Fay-Lacroix | Ex. Bonap, Centre droit | 1457  |  |  |  |
|                      | Comte des Nos          | Légitimiste             | 1 290 |  |  |  |
|                      |                        |                         |       |  |  |  |
| Inscrits             |                        |                         |       |  |  |  |
| Votants              |                        |                         |       |  |  |  |
| Exprimés             |                        |                         |       |  |  |  |
| * Conseiller sortant |                        |                         |       |  |  |  |

#### Canton d'Evron
| Candidats            | Candidats             | Étiquette          | Premier tour | Premier tour | Deuxième tour | Deuxième tour |
| Candidats            | Candidats             | Étiquette          | Voix         | %            | Voix          | %             |
| -------------------- | --------------------- | ------------------ | ------------ | ------------ | ------------- | ------------- |
|                      | Pierre-Albert Janin * | Républicain modéré | 1 048        |              | 1 289         |               |
|                      | Edmond Gerbault       | Rép. cons.         | 941          |              | 1 215         |               |
|                      | de Montecler          | Légitimiste        | 553          |              |               |               |
|                      |                       |                    |              |              |               |               |
| Inscrits             |                       |                    |              |              |               |               |
| Votants              |                       |                    |              |              |               |               |
| Exprimés             |                       |                    |              |              |               |               |
| * Conseiller sortant |                       |                    |              |              |               |               |

#### Canton de Laval-Est
| Candidats            | Candidats                           | Étiquette    | Premier tour | Premier tour | Deuxième tour                                  | Deuxième tour |
| Candidats            | Candidats                           | Étiquette    | Voix         | %            | Voix                                           | %             |
| -------------------- | ----------------------------------- | ------------ | ------------ | ------------ | ---------------------------------------------- | ------------- |
|                      | Ambroise-François-Xavier Blanchet * | Bonapartiste | 1 163        |              | 1 176                                          |               |
|                      | Étienne Duboys-Fresney              | Répub.       | 737          |              | 1 244                                          |               |
|                      | A. Blanc                            | Rép. cons.   | 502          |              | Désistement au profit du candidat républicain. |               |
|                      |                                     |              |              |              |                                                |               |
| Inscrits             |                                     |              |              |              |                                                |               |
| Votants              |                                     |              |              |              |                                                |               |
| Exprimés             |                                     |              |              |              |                                                |               |
| * Conseiller sortant |                                     |              |              |              |                                                |               |

#### Canton de Laval-Ouest
|                       | Henri Gabriel Raphaël Toutain | Ex. Bonap., Droite | 1 848 |  |  |  |
|                       | Edouard Le Clerc d'Osmonville | Bonap.             | 786   |  |  |  |
|                       |                               |                    |       |  |  |  |
| Inscrits              |                               |                    |       |  |  |  |
| Votants               |                               |                    |       |  |  |  |
| Exprimés              |                               |                    |       |  |  |  |
| * Conseiller sortant. |                               |                    |       |  |  |  |

#### Canton de Loiron
|                      | Henri de Vaujuas-Langan | Légitimiste | 1569  |  |  |  |
|                      | Allouel                 |             | 1 269 |  |  |  |
|                      |                         |             |       |  |  |  |
| Inscrits             |                         |             |       |  |  |  |
| Votants              |                         |             |       |  |  |  |
| Exprimés             |                         |             |       |  |  |  |
| * Conseiller sortant |                         |             |       |  |  |  |

#### Canton de Meslay-du-Maine
|                      | Camille Lemonnier de Lorière * | Légitimiste | 1 968 |  |  |  |
|                      |                                |             |       |  |  |  |
| Inscrits             |                                |             |       |  |  |  |
| Votants              |                                |             |       |  |  |  |
| Exprimés             |                                |             |       |  |  |  |
| * Conseiller sortant |                                |             |       |  |  |  |

#### Canton de Montsûrs
|                      | Charles Théophile de Plazanet | Légitimiste             | 824 |  |  |  |
|                      | Paul Boudet *                 | Ex. Bonap, Centre droit | 695 |  |  |  |
|                      |                               |                         |     |  |  |  |
| Inscrits             |                               |                         |     |  |  |  |
| Votants              |                               |                         |     |  |  |  |
| Exprimés             |                               |                         |     |  |  |  |
| * Conseiller sortant |                               |                         |     |  |  |  |

#### Canton de Sainte-Suzanne
|                      | Théodore-Jean Couléard-Julliettrie * | Bonapartiste | 1015 |  |  |  |
|                      |                                      |              |      |  |  |  |
| Inscrits             |                                      |              |      |  |  |  |
| Votants              |                                      |              |      |  |  |  |
| Exprimés             |                                      |              |      |  |  |  |
| * Conseiller sortant |                                      |              |      |  |  |  |

### Arrondissement de Château-Gontier

#### Canton de Bierné
|                      | Louis-Hyacinthe de Quatrebarbes | Légitimiste | 930 |  |  |  |
|                      | Alfred Barouille                | Orléaniste  | 538 |  |  |  |
|                      |                                 |             |     |  |  |  |
| Inscrits             |                                 |             |     |  |  |  |
| Votants              |                                 |             |     |  |  |  |
| Exprimés             |                                 |             |     |  |  |  |
| * Conseiller sortant |                                 |             |     |  |  |  |

#### Canton de Cossé-le-Vivien
|                      | Aimé-Louis Rébillard | Ex. Bonap., Légitimiste | 1 252 |  |  |  |
|                      |                      |                         |       |  |  |  |
| Inscrits             |                      |                         |       |  |  |  |
| Votants              |                      |                         |       |  |  |  |
| Exprimés             |                      |                         |       |  |  |  |
| * Conseiller sortant |                      |                         |       |  |  |  |

#### Canton de Château-Gontier
|                      | Alexandre-Jean Fournier * | Rép. cons. | 3045 |  |  |  |
|                      |                           |            |      |  |  |  |
| Inscrits             |                           |            |      |  |  |  |
| Votants              |                           |            |      |  |  |  |
| Exprimés             |                           |            |      |  |  |  |
| * Conseiller sortant |                           |            |      |  |  |  |

#### Canton de Craon
|                      | Albert Ancel | Légitimiste | 1464 |  |  |  |
|                      | Herrouet     | Répub.      | 1081 |  |  |  |
|                      |              |             |      |  |  |  |
| Inscrits             |              |             |      |  |  |  |
| Votants              |              |             |      |  |  |  |
| Exprimés             |              |             |      |  |  |  |
| * Conseiller sortant |              |             |      |  |  |  |

#### Canton de Grez-en-Bouère
|                      | Ernest Le Lasseux * | Ex. Bonap., Droite | 1832 |  |  |  |
|                      | Bruneau             | Républicain modéré | 244  |  |  |  |
|                      |                     |                    |      |  |  |  |
| Inscrits             | Inscrits            | Inscrits           | 2951 |  |  |  |
| Votants              | Votants             | Votants            | 1895 |  |  |  |
| Exprimés             |                     |                    |      |  |  |  |
| * Conseiller sortant |                     |                    |      |  |  |  |

#### Canton de Saint-Aignan-sur-Roë
| Candidats            | Candidats      | Étiquette   | Premier tour | Premier tour | Deuxième tour | Deuxième tour |
| Candidats            | Candidats      | Étiquette   | Voix         | %            |               |               |
| -------------------- | -------------- | ----------- | ------------ | ------------ | ------------- | ------------- |
|                      | Anatole Pouria | Orléan.     | 771          |              |               |               |
|                      | Hamon          | Bonap.      | 680          |              |               |               |
|                      | Comte du Buat  | Légitimiste | 262          |              |               |               |
|                      |                |             |              |              |               |               |
| Inscrits             |                |             |              |              |               |               |
| Votants              |                |             |              |              |               |               |
| Exprimés             |                |             |              |              |               |               |
| * Conseiller sortant |                |             |              |              |               |               |

### Arrondissement de Mayenne

#### Canton d'Ambrières-les-Vallées
|                       | "Louis" Marie-Jean Trippier de Lagrange | Ex. Bonap., Droite | 1544 |  |  |  |
|                       |                                         |                    |      |  |  |  |
| Inscrits              |                                         |                    |      |  |  |  |
| Votants               |                                         |                    |      |  |  |  |
| Exprimés              |                                         |                    |      |  |  |  |
| * Conseiller sortant. |                                         |                    |      |  |  |  |

#### Canton de Bais
| Candidats            | Candidats                 | Étiquette               | Premier tour | Premier tour | Deuxième tour | Deuxième tour |
| Candidats            | Candidats                 | Étiquette               | Voix         | %            | Voix          | %             |
| -------------------- | ------------------------- | ----------------------- | ------------ | ------------ | ------------- | ------------- |
|                      | Jules Roussel             | Ex. Bonap, Centre droit | 1 328        |              | 1 541         |               |
|                      | Alfred-Michel Robillard * | Républicain modéré      | 1075         |              | 1421          |               |
|                      |                           |                         |              |              |               |               |
| Inscrits             |                           |                         |              |              |               |               |
| Votants              |                           |                         |              |              |               |               |
| Exprimés             |                           |                         |              |              |               |               |
| * Conseiller sortant |                           |                         |              |              |               |               |

#### Canton de Couptrain
|                       | Paul Romaigne-Moricière * | Ex. Bonap, Centre droit | 1002 |  |  |  |
|                       |                           |                         |      |  |  |  |
| Inscrits              |                           |                         |      |  |  |  |
| Votants               |                           |                         |      |  |  |  |
| Exprimés              |                           |                         |      |  |  |  |
| * Conseiller sortant. |                           |                         |      |  |  |  |

#### Canton d'Ernée
| Candidats            | Candidats               | Étiquette       | Premier tour | Premier tour | Deuxième tour | Deuxième tour |
| Candidats            | Candidats               | Étiquette       | Voix         | %            | Voix          | %             |
| -------------------- | ----------------------- | --------------- | ------------ | ------------ | ------------- | ------------- |
|                      | Amédée Renault-Morlière | Ex. Bonap, Rép. | 1 246        |              | 1 625         |               |
|                      | Vicomte Arthur de Hercé | Légitimiste     | 1197         |              | 1281          |               |
|                      |                         |                 |              |              |               |               |
| Inscrits             |                         |                 |              |              |               |               |
| Votants              |                         |                 |              |              |               |               |
| Exprimés             |                         |                 |              |              |               |               |
| * Conseiller sortant |                         |                 |              |              |               |               |

#### Canton de Gorron
|                      | Maurice Le Ray d'Abrantès, duc d'Abrantès | Bonap. | 1744 |  |  |  |
|                      | Louis Foucault                            |        | 5    |  |  |  |
|                      | Lemarchand                                |        | 112  |  |  |  |
|                      |                                           |        |      |  |  |  |
| Inscrits             |                                           |        |      |  |  |  |
| Votants              |                                           |        |      |  |  |  |
| Exprimés             |                                           |        |      |  |  |  |
| * Conseiller sortant |                                           |        |      |  |  |  |

#### Canton du Horps
|                      | Prosper Gasté       | Ex. Bonap, Centre droit | 746  |  |  |  |
|                      | Clouet              |                         | 433  |  |  |  |
|                      | Ernest Le Chatelain | Légitimiste             | 265  |  |  |  |
|                      |                     |                         |      |  |  |  |
| Inscrits             | Inscrits            | Inscrits                | 2498 |  |  |  |
| Votants              | Votants             | Votants                 | 1410 |  |  |  |
| Exprimés             |                     |                         |      |  |  |  |
| * Conseiller sortant |                     |                         |      |  |  |  |

#### Canton de Landivy
|                      | Ernest Ledauphin du Bourg | Orléan. | 1 900 |  |  |  |
|                      |                           |         |       |  |  |  |
| Inscrits             |                           |         |       |  |  |  |
| Votants              |                           |         |       |  |  |  |
| Exprimés             |                           |         |       |  |  |  |
| * Conseiller sortant |                           |         |       |  |  |  |

#### Canton de Lassay-les-Châteaux
|                      | Auguste-François Le Marchant * | Ex. Bonap., Droite | 1376 |  |  |  |
|                      |                                |                    |      |  |  |  |
| Inscrits             |                                |                    |      |  |  |  |
| Votants              |                                |                    |      |  |  |  |
| Exprimés             |                                |                    |      |  |  |  |
| * Conseiller sortant |                                |                    |      |  |  |  |

#### Canton de Mayenne-Est
|                      | Adolphe-Marie Féron |             | 1685 |  |  |  |
|                      | de la Blanchère     | Légitimiste | 790  |  |  |  |
|                      |                     |             |      |  |  |  |
| Inscrits             |                     |             |      |  |  |  |
| Votants              |                     |             |      |  |  |  |
| Exprimés             |                     |             |      |  |  |  |
| * Conseiller sortant |                     |             |      |  |  |  |

#### Canton de Mayenne-Ouest
|                       | Georges Denis              | Répub.      | 2014 |  |  |  |
|                       | Joseph Boullier de Branche | Légitimiste | 793  |  |  |  |
|                       |                            |             |      |  |  |  |
| Inscrits              |                            |             |      |  |  |  |
| Votants               |                            |             |      |  |  |  |
| Exprimés              |                            |             |      |  |  |  |
| * Conseiller sortant. |                            |             |      |  |  |  |

#### Canton de Pré-en-Pail
|                      | Amédée Fichet                     | Républicain modéré | 1338 |  |  |  |
|                      | de Couespel                       | Légitimiste        | 396  |  |  |  |
|                      | Comte Paul-Mohammed de Vaucelle * | Bonapartiste       | 264  |  |  |  |
|                      |                                   |                    |      |  |  |  |
| Inscrits             | Inscrits                          | Inscrits           | 2992 |  |  |  |
| Votants              | Votants                           | Votants            | 2269 |  |  |  |
| Exprimés             |                                   |                    |      |  |  |  |
| * Conseiller sortant |                                   |                    |      |  |  |  |

#### Canton de Villaines-la-Juhel
|                      | Vital Bruneau père | Gauche républicaine | 1714 |  |  |  |
|                      |                    |                     |      |  |  |  |
| Inscrits             |                    |                     |      |  |  |  |
| Votants              |                    |                     |      |  |  |  |
| Exprimés             |                    |                     |      |  |  |  |
| * Conseiller sortant |                    |                     |      |  |  |  |

## Élection partielle durant le mandat
Il y a eu plusieurs élections partielles durant ce mandat à la suite des décès de Aimé-Louis Rébillard, et de Prosper Gasté, et à la démission de Adolphe-Marie Féron.
| Candidat et parti politique | Candidat et parti politique | Candidat et parti politique | Premier tour | Premier tour | Second tour | Second tour |
| Candidat et parti politique | Candidat et parti politique | Candidat et parti politique | Voix         | %            | Voix        | %           |
| --------------------------- | --------------------------- | --------------------------- | ------------ | ------------ | ----------- | ----------- |
|                             | Paul Boudet                 | Ex. Bonap, Centre droit     | 1230         |              |             |             |
|                             | Clouet                      |                             | 500          |              |             |             |
|                             |                             |                             |              |              |             |             |
| Inscrits                    | Inscrits                    | Inscrits                    | 2487         |              |             |             |
| Abstentions                 |                             |                             |              |              |             |             |
| Votants                     | Votants                     | Votants                     | 1 792        |              |             |             |
| Blancs et nuls              |                             |                             |              |              |             |             |
| Exprimés                    |                             |                             |              |              |             |             |

| Candidat et parti politique | Candidat et parti politique | Candidat et parti politique | Premier tour | Premier tour | Second tour | Second tour |
| Candidat et parti politique | Candidat et parti politique | Candidat et parti politique | Voix         | %            | Voix        | %           |
| --------------------------- | --------------------------- | --------------------------- | ------------ | ------------ | ----------- | ----------- |
|                             | Frédéric Houtin             | Répub.                      | 976          |              |             |             |
|                             | Rébillard fils              | Légitimiste                 | 942          |              |             |             |
|                             |                             |                             |              |              |             |             |
| Inscrits                    | Inscrits                    | Inscrits                    | 2887         |              |             |             |
| Abstentions                 |                             |                             |              |              |             |             |
| Votants                     | Votants                     | Votants                     | 1 923        |              |             |             |
| Blancs et nuls              |                             |                             |              |              |             |             |
| Exprimés                    |                             |                             |              |              |             |             |

|                      | Henri Gandais | Répub.   | 2066 |  |  |  |
|                      |               |          |      |  |  |  |
| Inscrits             | Inscrits      | Inscrits | 4033 |  |  |  |
| Votants              |               |          |      |  |  |  |
| Exprimés             |               |          |      |  |  |  |
| * Conseiller sortant |               |          |      |  |  |  |

## Sources
- L'Indépendant de l'Ouest, 10 et 17 octobre 1871